# Illes de la Providència
La Providència Atol és part del grup Farquhar d'illes a les Seychelles que formen part de les Illes Exteriors, amb una distància de 705 km (438 milles) al sud-oest de la capital, Victoria, a l'illa de Mahé.

## Història
L'atol va ser descobert l'any 1501 per Joao da Nova, un explorador portuguès.
L'atol va estar sota control britànic fins a 1976, quan van passar a formar part de Seychelles en el moment de la independència.
L'illa Providència va rebre el seu nom després d'un esdeveniment que va passar el 1763: 
Una fragata francesa, "Heureuse", va quedar atrapada en el seu corall, prop de l'extrem nord de l'atol, a 705 km de Port Victòria; els mariners van ser rescatats un mes més tard. Va ser la salvació casual (els francesos li diuen "Providence") dels mariners francesos.
L'illa Cerf, a 30 km al sud, va rebre el seu nom d'una de les naus del capità Nicolas Morphey, anomenada Le Cerf, que va visitar l'illa el 30 de juliol de 1756. Un camp de la IDC (Islands Development Company) que gestiona algunes illes per compte del govern, es va obir l'any 2016 amb una plantilla de 3 persones, el que ha fet de Providència una illa altre cop habitada.

## Geografia
Les illes de l'atol de Providència són petites, coralines i inhòspites.
L'atol té una longitud de 44 km (27 milles) en el seu eix nord-sud, i a uns 12 km (7 milles)de l'amplada. La superfície total coberta per l'atol és aproximar 345 km2 (133 quadrats mi). La superfície de terra no obstant això, és només de 2.82 km2 (1.1 quadrats mi).
A l'oest de l'atol, el fons de la mar baixa en picat fins a 180 metres només, a 2,5 km més enllà de la franja de corall.

## Illes de l'atol de la Providència
Hi ha dues illes a l'atol:

### Illa Providència
Providència Illa es troba a l'extrem nord de l'atol, a [//tools.wmflabs.org/geohack/geohack.php?pagename=Providence_Atoll&params=9_13_S_51_02_E_ 9°13 quilòmetres (2 milles)de llarg nord-sud, i fins a 650 m (2,130 ft) a la seva part més ampla. Té la forma d'un estel. La superfície de terra és de 1,72 km², amb una costa de 7.8 km (5 milles).

### Illa Cerf
Cerf es troba a l'extrem sud de l'atol, 30 km (19 mi) al sud de l'illa de la Providència, a 09° 31′ 59″ S, 50° 59′ 10″ E / 9.53306°S,50.98611°E. L'illa és de 4.6 km (3 mi) llarg, i fins a 900 m (3,000 ft) a la seva part més ampla, però en alguns llocs només té 10 m (33 ft) ample, la qual cosa provoca en la marea alta, l'aparició d'un nord de l'illa i un sud de l'illa. L'àrea de terra de Cerf és 1.1 km2 (0.4 sq mi), amb un litoral de 17 km (11 mi).
El veí més proper de l'atol és l'illa de Saint Pierre, 35 km (22 mi) a l'oest de Cerf.

## Dades demogràfiques
Providència tenia un petit poblat a la part central de l'illa, a 9° 13′ 50″ S, 51° 01′ 54″ E / 9.23056°S,51.03167°E amb 6 vilatans,
Però el 2006, el Cicló Bondo va destruir la major part dels edificis i sobre el 60 per cent dels arbres de coco,
Els vilatans van decidir l'abandonament de l'illa poc després.
El govern preveu en la construcció d'un complex d'ecoturisme a l'illa l'any 2018, i un procés de licitació està ja en marxa.
Cerf està deshabitada.
Hi ha registres de presència de mariners de les Maldives en aquest atol des del segle xx, quan un vaixell de comerç des del sud Maldives va arribar a l'atol Providència després d'estar a la deriva a l'oceà durant setmanes.

## Administració
L'atol pertany al districte de les Illes Exteriors.

## Transport
Providència té un embarcador. L'illa, a vegades, és visitada per un vaixell de la Island Development Company (IDC).

## La Flora i la Fauna
Providència ocupa un extens banc d'aigües poc profundes i ben conegut per la seva profusió de peix.
Cerf és una autèntica illa de cocoters, amb una franja de palmeres verdes gairebé com una illa de dibuixos animats.
Les illes són un popular lloc de gallines i lloc de cria per a aus marines.

## Turisme
L'illa és una famosa destinació per la pesca